# タクシー運転手 約束は海を越えて
『タクシー運転手 約束は海を越えて』（タクシーうんてんしゅ やくそくはうみをこえて、原題：택시운전사、英題：A Taxi Driver）は、1980年の光州事件時の実話を基に描いた2017年公開の韓国映画。監督はチャン・フン。ソン・ガンホがトーマス・クレッチマンと共演しタイトル・ロールを演じた。 2017年8月2日に韓国国内で封切りされ、その後大ヒットを記録した。第90回アカデミー賞外国語映画賞韓国代表作。原題は「タクシー運転手」の意。

## あらすじ
1980年5月に韓国の全羅南道光州市（現：光州広域市）で起こった民主化を求める民衆蜂起の光州事件が描かれている。史実においては全斗煥らによるクーデターや金大中の逮捕を発端として、学生や市民を中心としたデモが戒厳軍との銃撃戦を伴う武装闘争へと拡大していった。
作中ではソウルのタクシー運転手キム・マンソプは、10万ウォンと言う高額な運賃が得られることを期待し、ドイツ人記者のピーターを乗せ、検問を掻い潜り光州へ入る。そこでピーターは軍による暴虐を目撃し、その事実を全世界に発信するため撮影記録を持ち帰ることを決意する。キムも、仲間や市民との出会い、そして無残にも次々に死んで行く彼らを見るうち、次第にピーターの使命を理解するようになり、クライマックスではピーターのカメラを没収しようとする政府の追手とカーチェイスをしながらソウルへと戻る。

## キャスト

### 主演
キム・マンソプ
演 - ソン・ガンホ、日本語吹替 - 丸山壮史
タクシー運転手。妻に先立たれ11歳になる娘と2人で小さな家に暮らしている。生計を立てることに精一杯で政治には無関心な平凡な労働者の1人であるが光州の実情を目の当たりにし、徐々に変わっていく。 ドイツ人ジャーナリストのユルゲン・ヒンツペーターを光州まで連れて行った実在のタクシー運転手キム・サボク（金砂福）をおおよそのモデルとしている。キム・サボクの存在が世間に知られることはなかったが、映画が2017年8月の公開後に韓国国内で大ヒットすると、9月に息子のキム・スンピルがその存在を明らかにした。スンピルは父サボクとヒンツペーターが一緒に写った写真をメディアに公開し、サボクが光州事件の4年後の1984年にガンで亡くなったことを明かした。  
ピーター
演 - トーマス・クレッチマン
ドイツ人記者。光州事件を撮影・報道したドイツ公共放送連盟（ARD）東京特派員、ユルゲン・ヒンツペーターをモデルとしている。

### 助演
ファン・テスル
演 - ユ・ヘジン、日本語吹替 - 関口雄吾
光州のタクシー運転手。
ク・ジェシク
演 - リュ・ジュンヨル、日本語吹替 - 岩端卓也
通訳担当の大学生。
チェ記者
演 - パク・ヒョックォン 、日本語吹替 - 峰晃弘
デイビッド・ジョン
演 - ダニエル・ジョーイ・オルブライト
BBCの記者。
ウン・ジョン
演 - ユ・ウンミ、日本語吹替 - 大井麻利衣

## 撮影
撮影は2016年6月5日にスタートし、2016年10月24日に終了した。

## 公開
韓国では2017年8月2日に公開された。同日、モントリオールのファンタジア国際映画祭においてもプレミア上映が行われ、主人公のタクシー運転手を演じたソン・ガンホは男優主演賞を受賞した。その後、北アメリカでは8月11日に公開され、香港や台湾でも9月には公開された。日本では2018年4月21日に全国ロードショーされた。

2017年8月、ユルゲン・ヒンツペーターの妻であるエーデルトラウト・ブラームシュテトはソウルを訪問し、亡夫の実話に基づいた『タクシー運転手』をその家族に加え韓国大統領の文在寅とともに鑑賞した。青瓦台の高官は「映画では如何に外国人ジャーナリストが我が国の民主化に貢献したかを描いている。大統領はヒンツペーターの我が国に対する貢献に敬意を表して映画を鑑賞した。」と述べている。映画を観た後、文大統領は次のようにコメントした。

## 評価

### 批評
『タクシー運転手』は公開以降、好評価を獲得している。 レビューサイトのRotten Tomatoesでは、2017年11月時点で17件のレビューのうち94%が良いと回答しており、その平均レーティングは7.3/10であった。
バラエティ誌のマギー・リーは「チャン・フン監督は、ドイツ人記者と世界にニュースを発信するのを助けるタクシー運転手の絆に焦点を当てることにより、悲劇的な話題にコミカルでハートウォーミングなタッチを導入している」と分析している。また、ハリウッド・リポーター誌のシェリ・リンデンは「非常事態で特にみられる外国人記者と地元民の象徴的な関係性を予想外なほど素晴らしく描いている」と述べて絶賛した。

### 大ヒット
韓国映画振興委員会によると、公開初日には合計698,090枚のチケットが販売され、US$4,500,000の興行収入を挙げたとされる。韓国全域の1,446館で公開され、7,068回の上映がなされた。公開2日目の昼までに100万人の観客動員数を記録した。
3日目には観客の総動員数は倍増し200万人を記録した。4日目までにチケット販売数は400万枚に達し、観客動員数も増え続けた。
公開から5日で興行収入はUS$30,700,000、動員数は438万人に上った。公開直後の5日間の動員数が400万人を超えるのは『バトル・オーシャン 海上決戦』や『軍艦島』に並ぶ記録である。最終的に初週だけで500万を超える観客を動員し、11日目には動員数は700万人を越えた。『タクシー運転手』は封切りから2週間で計800万人を動員し、2017年に最も多く観られた韓国映画となった。8月15日には興行収入はUS$62,700,000、動員数は902万人に達した。
映画が公開されて19日目の8月20日に、チケット売上数は10,068,708枚に、興行収入はUS$73,000,000に達した。『タクシー運転手』は2017年の映画としては初めて、また韓国映画としては15番目に1000万人を超える観客動員を記録した。またソン・ガンホが出演する映画で観客動員数が1000万人を超えるのはこれが3本目である。
映画は3週連続で韓国国内の興行成績1位を獲得し、8月28日までに1140万人を動員した。配給元のショーボックスによれば、9月9日時点でのべ1200万人を動員し韓国の歴史の中で10番目に動員数の多い映画となった。

### 中国での評価
中国本土においてはいかなる形においても未だに公開されていないが、特別行政区である香港では2017年9月21日に劇場公開された。中国の映画サイト豆瓣では高いユーザレイティングを獲得し、好意的な反応を持って迎えられた。しかしながら、2017年10月2日の21時10分ごろ、中国の映画ポータルサイトから『タクシー運転手』の話題が完全に消し去られてしまった。これはおそらく多くのユーザーが映画の内容を六四天安門事件になぞらえたためであろうとされる。なお中国では天安門事件についての内容は厳しく検閲されている。

## 受賞・ノミネート
| 年   | 賞                         | 部門               | 対象                           | 結果       | 出典          |
| ---- | -------------------------- | ------------------ | ------------------------------ | ---------- | ------------- |
| 2017 | 第26回釜日映画賞           | 最優秀作品賞       | 『タクシー運転手』             | 受賞       | [ 58 ]        |
| 2017 | 第26回釜日映画賞           | 男優主演賞         | ソン・ガンホ                   | 受賞       | [ 58 ]        |
| 2017 | 第26回釜日映画賞           | 撮影賞             | ゴ・ナクソン                   | ノミネート | [ 58 ]        |
| 2017 | 第26回釜日映画賞           | 音楽賞             | チョ・ヨンウク                 | ノミネート | [ 58 ]        |
| 2017 | 第26回釜日映画賞           | 美術賞             | チョ・ファソン、チョン・イジン | ノミネート | [ 58 ]        |
| 2017 | 第26回釜日映画賞           | 釜日読者審査団賞   | 『タクシー運転手』             | 受賞       | [ 58 ]        |
| 2017 | ファンタジア国際映画祭     | 男優主演賞         | ソン・ガンホ                   | 受賞       | [ 59 ]        |
| 2017 | 第54回大鐘賞               | 最優秀作品賞       | 『タクシー運転手』             | 受賞       | [ 60 ]        |
| 2017 | 第54回大鐘賞               | 監督賞             | チャン・フン                   | ノミネート | [ 60 ]        |
| 2017 | 第54回大鐘賞               | 男優主演賞         | ソン・ガンホ                   | ノミネート | [ 60 ]        |
| 2017 | 第54回大鐘賞               | 脚本賞             | オム・ユナ                     | ノミネート | [ 60 ]        |
| 2017 | 第54回大鐘賞               | 音楽賞             | チョ・ヨンウク                 | ノミネート | [ 60 ]        |
| 2017 | 第54回大鐘賞               | 美術賞             | チョ・ファソン、チョン・イジン | ノミネート | [ 60 ]        |
| 2017 | 第54回大鐘賞               | 衣装賞             | チョ・サンギュン               | ノミネート | [ 60 ]        |
| 2017 | 第54回大鐘賞               | 撮影賞             | ゴ・ナクソン                   | ノミネート | [ 60 ]        |
| 2017 | 第54回大鐘賞               | 編集賞             | キム・サンボム、キム・ジェボム | ノミネート | [ 60 ]        |
| 2017 | 第54回大鐘賞               | 技術賞             | 『タクシー運転手』             | ノミネート | [ 60 ]        |
| 2017 | 第54回大鐘賞               | 企画賞             | 『タクシー運転手』             | 受賞       | [ 60 ]        |
| 2017 | 第37回韓国映画評論家協会賞 | 映画評論家協会10選 | 『タクシー運転手』             | 受賞       | [ 61 ]        |
| 2017 | 第37回韓国映画評論家協会賞 | 男優助演賞         | ユ・ヘジン                     | 受賞       | [ 61 ]        |
| 2017 | 第1回ザ・ソウルアワード    | 最優秀作品賞       | 『タクシー運転手』             | ノミネート | [ 62 ] [ 63 ] |
| 2017 | 第1回ザ・ソウルアワード    | 男優主演賞         | ソン・ガンホ                   | 受賞       | [ 62 ] [ 63 ] |